# Ublížení na zdraví z nedbalosti
Kdo jinému z nedbalosti ublíží na zdraví tím, že poruší důležitou povinnost vyplývající z jeho zaměstnání, povolání, postavení nebo funkce nebo uloženou mu podle zákona, bude potrestán odnětím svobody až na jeden rok nebo zákazem činnosti.
Kdo z nedbalosti způsobí ublížení na zdraví nejméně dvou osob proto, že hrubě porušil zákony o ochraně životního prostředí nebo zákony o bezpečnosti práce nebo dopravy anebo hygienické zákony, bude potrestán odnětím svobody až na tři léta.

## Definice
Ublížení na zdraví je takový stav, kdy poškozený, kvůli poruše zdraví nebo onemocnění, nemůže po delší dobu žít obvyklým způsobem života. Zároveň tato porucha zdraví nebo onemocnění poškozeného vyžaduje ošetření lékaře.

## Prvky nedbalosti
Neexistuje žádný graf nebo zákon, kterým lze zjistit, zda za určitých okolností bylo jednání člověka rozumné či nikoliv. Místo toho se soudy dívají na to, co se nazývá „celková okolnost“, aby zjistila, zda chování osoby bylo nedbalé. Hledí se na ustanovené prvky. Existují tři prvky – chování, příčina a poškození. Čtyři prvky – povinnosti, porušení, příčiny a škody a nebo pět prvků –  povinnost, porušení, skutečné příčiny, blízké příčiny a škody. Všechny jsou správné, používají se různě při potřebě specifikace případu od případu.
- Povinnost: výsledek některých případů nedbalosti závisí na tom, zda žalovaný dlužil dlužníkovi povinnost. Taková povinnost vzniká, když zákon uznává vztah mezi obžalovaným a žalobcem a vzhledem k tomuto vztahu je žalovaný povinen jednat určitým způsobem vůči žalobci.
- Porušení: Žalovaný odpovídá za nedbalost, když žalovaný poruší povinnost žalovaného vůči žalující osobě. Žalovaný porušuje takovou povinnost tím, že při plnění své povinnosti nedodržuje přiměřenou péči.
- Skutečná příčina: žalobce musí prokázat, že žaloby žalovaného skutečně způsobily újmu žalobce. Toto je často označováno jako "ale" pro příčinu. Jinými slovy, ale za jednání žalovaného by nedošlo k újmě žalobce. Přibližné příčiny: týká se rozsahu odpovědnosti žalovaného v případě nedbalosti. Obžalovaný v případě nedbalosti je odpovědný pouze za škody, které mohl žalovaný předvídat prostřednictvím svých činů. Pokud žalovaný způsobil škody, které nespadají do rozsahu rizik, které mohl obžalovaný předvídat, nemůže žalobce prokázat, že žaloby obžalovaného byly příčinou škody žalobce.
- Poškození: žalobce v případě nedbalosti musí prokázat legálně uznanou újmu, obvykle ve formě fyzického zranění osoby nebo majetku. Nestačí, aby žalovaný nevykonal přiměřenou péči. Neschopnost vykonat přiměřenou péči musí mít za následek skutečnou škodu osobě.[6]

Nedbalost může být způsobená i spoluzaviněním jiných osob, nebo i poškozeným samotným. Při rozhodování, zdali se jednalo o nedbalost či nikoli, je důležité posoudit, jestli pachatel věděl, vědět mohl a měl, že porušením předpisu může způsobit následek v podobě ublížení na zdraví. Za nedbalost nelze pokládat, když pachatel porušil předpisy, kvůli svým nově nabytým poznatkům či odborným znalostem, za předpokladu, že tím ublížení na zdraví způsobeno nebude.

## Porušení povinnosti
„Porušení důležité povinnosti vyplývající ze zaměstnání, povolání, postavení nebo funkce uložené podle zákona je třeba považovat porušení některé z mnoha možných důležitých povinností, které mají vztah k ochraně zdraví lidí“. Mezi porušením důležité povinnosti a ublížením na zdraví musí však být prokázána příčinná souvislost.  
„Porušení důležité povinnosti při provozu na silnicích je zejména takové porušení povinnosti řidiče motorového vozidla, které se zřetelem na sílu, rychlost a hmotnost motorových vozidel může mít za následek vážnou dopravní nehodu a které podle všeobecné zkušenosti takový následek skutečně často mívá“.
Pokud je následek porušení důležité povinnosti těžší (zraněny jsou nejméně dvě osoby) pak je vyšší trestnost „(…) a současně tím, že tento následek byl způsoben hrubým porušením zákonů o ochraně životního prostředí nebo zákonů o bezpečnosti práce nebo dopravy anebo hygienických zákonů“.

## Seznam zdrojů
- Deakin, Simon; AngusJohnston; Basil Markesinis (2003). Markesinis and Deakin'sTortLaw. Oxford University Press. ISBN 0-19-925711-6.789018279[0009]AB001
- FindLaw.Elementsof a Negligence Case. [online]. [cit. 5.5. 2017]. Dostupné z: http://injury.findlaw.com/accident-injury-law/elements-of-a-negligence-case.html
- Judge Anthony P. Calisi (ret.).UnderstandingtheDefinitionofNegligence and OtherRulesofLiability. Injuryclaimcoach[online]. [cit. 5.5. 2017]. Dostupné z: http://www.injuryclaimcoach.com/definition-of-negligence.html
- Šámal, Pavel a kol. 2010. Trestní zákoník II. §140 až 421: Komentář. Praha: C. H. Beck.
- Trestní zákoník č. 40/2009 Sb., § 148 -Ublížení na zdraví z nedbalosti